# Bo‘erqiangji (ort i Kina, Xinjiang Uygur Zizhiqu, lat 44,12, long 92,47)
Bo‘erqiangji (kinesiska: 博尔羌吉, 博尔羌吉镇) är en ort i Kina. Den ligger i den autonoma regionen Xinjiang, i den nordvästra delen av landet, omkring 390 kilometer öster om regionhuvudstaden Ürümqi. Antalet invånare är 1 797. Befolkningen består av 505 kvinnor och 1 292 män. Barn under 15 år utgör 3,0 %, vuxna 15-64 år 95 %, och äldre över 65 år 1,0 %.
Runt Bo‘erqiangji är det mycket glesbefolkat, med 2 invånare per kvadratkilometer. Det finns inga andra samhällen i närheten. Trakten runt Bo‘erqiangji är ofruktbar med lite eller ingen växtlighet.
Genomsnittlig årsnederbörd är 145 millimeter. Den regnigaste månaden är juli, med i genomsnitt 36 mm nederbörd, och den torraste är mars, med 4 mm nederbörd.